# جورج كورتني
جورج كورتني (بالإنجليزية: George Courtney)‏ هو حكم كرة قدم بريطاني، ولد في 4 يونيو 1941 في Spennymoor ‏ في المملكة المتحدة.

## روابط خارجية
- جورج كورتني على موقع Soccerway.com (الإنجليزية)